# Тигрис, Зилан
Зилан Тигрис (арм. Զիլան Տիգրիս; 1972, Диярбакыр, Турция — 6 февраля 2023, Диярбакыр, Турция) — турецкая певица армянского происхождения.

## Биография
Зилан Тигрис родилась в городе Диярбакыр в 1972 году в семье этнических армян. В этом же городе получила начальное, среднее и высшее образование. Бабушка Зилан Тигрис по материнской линии потеряла всю свою семью во время геноцида армян, выжила только одна сестра. Её бабушку удочерил турецкий полковник, а сестру её бабушки продали на рынке.

## Музыкальная карьера
Тигрис занималась музыкой около трех десятилетий. Первый свой альбом выпустила в 1992, второй в 1998 году. Эти альбомы состоят только из курдских песен. В 1989 году Тигрис создала первый детский хор в Диярбакыре. В 2005 году организовала первый женский хор в городе. В 2015 году Тигрис участвовала в программе «Ари Тун», организованной Министерством диаспоры Турции, в рамках которой она посетила Армению. Зилан Тигрис исполняла песни на курдском, турецком и армянском языках.

## Личная жизнь
Зилан Тигрис была замужем за актёром Чагдашем Чанкая и имела приемного сына по имени Арат Барыш.

## Смерть
6 февраля 2023 года на юго-западе Турции, включая город Диярбакыр, произошло землетрясение на границе между Турцией и Сирией с магнитудой 7,8. На следующий день стало известно, что семья Тигрис также находится под обломками. Два дня спустя, 9 февраля, тела Тигрис и её мужа Чанкая были извлечены из-под обломков. Она и её муж были похоронены на кладбище Еникей в Диярбакыре.